# Старк (окръг, Северна Дакота)
Вижте пояснителната страница за други значения на Старк.
Окръг Старк (на английски: Stark County) е окръг в щата Северна Дакота, Съединени американски щати. Площта му е 3471 km², а населението - 30 209 души (2017). Административен център е град Дикинсън.